# Cremetes
En la mitología griega Cremetes es el nombre del dios del río del mismo nombre, en Libia.
Era uno de los oceánidas, los dioses-río hijos de Océano y Tetis. Cremetes fue padre de Anquirroe, madre a su vez de Cratégono, el líder de los libios que acompañaron a Dionisos en su expedición a la India.